# Jean de Rochechouart
Jean de Rochechouart (?? - † 1398) fut évêque de Couserans (1358-1361), évêque de Saint-Pons (1361-1386), archevêque de Bourges (1386-1390) puis archevêque d'Arles (1390-1398), cardinal-évêque d'Ostie. 

## Biographie
Né à Bourges, Jean de Rochechouart descend de la famille des vicomtes de Rochechouart. Il était le fils du vicomte Jean et de Jeanne de Sully.

### Carrière ecclésiastique
Il commença sa carrière ecclésiastique en tant qu'archidiacre d'Hannonie, dans le diocèse de Cambrai. D'abord évêque de Couserans le 28 novembre 1358, il fut ensuite nommé par le pape Innocent VI évêque de Saint-Pons-de-Thomières le 29 janvier 1361, succédant à Pierre de Canillac.
Pendant plus de vingt ans, il va résider à Saint-Pons même et défendre les intérêts de son diocèse. En 1368, il obtient ainsi du pape une condamnation des usurpations faites par l'archevêque de Narbonne. En avril 1374, il assiste au concile provincial de Narbonne.
Le 30 mai 1382, il devint archevêque de Bourges, sa ville natale, puis le 17 octobre 1390, archevêque d'Arles

### Cardinalat
Il fut nommé cardinal par Clément VII en 1390, puis cardinal-évêque d'Ostie et Veletri lors d'un consistoire en 1392. 
Peu après avoir testé, il décéda le 13 décembre 1398 à Villeneuve-les-Avignon.